# 157 (число)
157 (Сто п'ятдеся́т сім) — натуральне число між 156 та 158.

## У математиці
- 37-ме просте число

## В інших галузях
- 157 рік
- 157 до н. е.
- NGC 157 — галактика в сузір'ї Кит.